# Il tiberio
 (janvier 2013).
Si vous disposez d'ouvrages ou d'articles de référence ou si vous connaissez des sites web de qualité traitant du thème abordé ici, merci de compléter l'article en donnant les références utiles à sa vérifiabilité et en les liant à la section « Notes et références ».
Il tiberio est un magazine manuscrit catalan, publié entre 1896 et 1898. Créé par l'amicale El Rovell de l'Ou, constituée de plusieurs artistes qui se retrouvaient souvent dans cette taverne pour parler de l'air du temps au niveau principalement artistique, politique et de la société en général, il a été mis en place pour maintenir Pere Ysern i Alié, un peintre catalan, au courant des évènements qui se passaient à Barcelone, lorsqu'il partit faire sa formation artistique à Rome.

## El Rovell de l'Ou, lieu de naissance deIl Tiberio
Un groupe d'amis artistes décident de créer l’amicale « El Rovell de l’Ou », d’intérêt réaliste qui réagissait contre la stagnation moderniste. 
Ce groupe a été réalisé sous l'influence des idéaux esthétiques du maître Père Borell del Caso, il fut fondé par :
- Josep Vicenç Solà Andreu
- Marià Pidelaserra
- Gaietà Cornet i Palau
- Roman Riera Moliner
- Emili Fontbona
- Joan Corrales i Miralles

Il y avait comme assidus Xavier Noguès i Casas, les frères Oler et Sebastià Jungent. Ce sont des personnalités différentes pour un groupe uni, qui est pour le renouvellement de l'art catalan, et fatigué des nouvelles vagues et impressions du modernisme.
On dit de cette amicale que c'est le contemporain du café catalan très célèbre Els 4 Gats qui était donc un lieu de création, de discussion et d'exposition; ce cabaret s'inspira du Chat noir à Paris ouvert en 1881, il publia également une quinzaine de numéros de la revue intitulée Quatre Gats en 1899.
Francesc Fontbona a dit à propos de El Rovell de l'Ou: "Sans doute le groupe le plus important en dehors des Els 4 Gats, était celui que formaient les anciens composants du cercle qui se réunissaient au bon barcelonais, "El Rovell". "

## Il Tiberio

### Contexte de la création du magazine
Pere Ysern i Alié, peintre catalan-parisien qui doit beaucoup à l'impressionnisme français, partit grâce aux conseils de son maître artistique Père Borrell, d'aller à l'étranger pour parfaire son apprentissage; il partit donc pour Rome pendant deux ans; car Rome gardait toujours pour les peintres conservateurs, sa renommée et son prestige de « capitale de l'art ».
Lors de son départ, ses amis de El Rovell de l'Ou décidèrent donc de créer un magazine manuscrit pour informer le peintre des évènements qui se produiraient à Barcelone pendant son absence.

### Le magazine
Il Tiberio est donc un magazine manuscrit catalan, son titre est en fait le surnom du peintre Père Ysern i Alié donné par son ami Riera Moliner et ses camarades.
L'idée naît au cours du repas d'adieu de Père Ysern i Alié à la taverne "El Rovell de l'Ou".
Le rédacteur en chef était Riera Moliner, un postmoderniste, et Josep Vicenç Solà Andreu, Marà Pidelana,Gaietà Cornet i Palau, Emili Fontbona, Joan Corrales i Miralles, Filibert Montagut et Jul Borrel Pla étaient des écrivains réguliers du magazine, la plupart des élèves de l'Académie Borrell,.
On dit que la liste des personnes autorisées à rédiger dans le magazine était fermée; quand Soldevilla a voulu participé, il y eut une tension spontanée de la part du groupe. Cette "fermeture" a mis en veille la participation de certains écrivains auparavant assidus comme Josep Lleonart ou le révolutionnaire Rafael Nogueras Oller.
Ce magazine ne s'imprimait pas, on y dessinait directement et on écrivait à la main, il n'existait d'ailleurs qu'un seul exemplaire destiné à Père Ysern i Alié, qui le recevait tous les 15 jours.
Son format était basé sur le modèle de Esquerra de la Forratxa, un célèbre hebdomadaire humoristique, c'est-à-dire de 325x205.
Ce qui le rend extraordinaire, c'est qu'il y avait une grande constance dans la publication pendant 2 ans, les 2 ans de formation de Pere Ysern i Alié. Et il y avait une prédominance d'images par rapport aux textes car les auteurs étaient pour la plupart des artistes plastiques.
Quand il revint de Rome, il offrit tous les numéros à son ami, Ramon Riera; aujourd'hui, il fut dans la collection de Joan Audet Puncernau, jusqu'à ce qu'il soit acheté par la Bibliothèque de Catalogne pour les héritiers de ce dernier.

### Son contenu
Ce magazine est vital pour connaître les idéologies du groupe. 
Les deux domaines les plus importants étaient le ''catalanisme'' et l'optique esthétique. Le catalanisme était un sujet régional préoccupant, encore de forte actualité en Catalogne aujourd'hui, donc un sujet jamais éteint. À cette époque, il revint en question pendant le Romantisme en se balançant sur deux axes : le progressisme, symbolisé par Valentí Almirall qui suivait le modèle de l'Amérique du Nord, et l'axe conservateur, symbolisé par Enric Prat de la Riba avec ses idées traditionalistes et conservatrices D'ailleurs, Riera Moliner a dit de Père Ysern i Alié qu'il avait des idées anarchistes dans son adolescence; Riera a dessiné dans El Tiberio, un homme barbu, nous laissant le doute sur l'idée de ce dernier lorsqu'il l'a défini en deux versets : "Qui és ? Si salta a la vista que és artista a bé anarquista."
Ils prennent une position contre le Modernisme qui a une place plus grande et un espace plus décisif dans le magazine. Pour Pere Ysern i Alié, le modernisme était entré dans "un précipice si horrible que difficilement il en sortirait à nouveau." Cependant, celui qui fixerait les positions esthétiques du magazine es Marià Pidelaserra. Il se chargeait du domaine artistique.
D'ailleurs, il attaquait certains artistes dans ses critiques, par exemple un des amis de Borrell n'a pas échappé aux agressivités, le peintre Francesc Guasch, malgré ses médailles obtenues à l'exposition des Beaux-Arts de Paris (1889 à Paris et 1898 à Barcelone), il l'a considéré "digne d'être fusillé."

## Réception du magazine
Le magazine avait pour but de batailler contre l'atmosphère moderne génératrice des irréalismes, par exemple à l'époque c'était la mode des fées, des nains, des nymphes et des sorcières, du côté littéraire et plastique. Pour eux, ce n'était pas des objets de dévotions.
Ce magazine avait une certaine importance car elle reflétait la pensée des "marginaux" de l'époque.
Pere Ysern i Alié disait: "Cela représente plus qu'un journal illustré, plus que la preuve d'amitié que mes amis m'ont donné lors de mon séjour à Rome." Mais il a tout de même sous-estimé le magazine, par cette simple phrase mais pleine de sens: "Une corde qui unit et qui nous unira."